# 181
Glej tudi: število 181
181 (CLXXXI) je bilo navadno leto, ki se je po julijanskem koledarju začelo na nedeljo.

## Rojstva
- 2. april - Šjan, zadnji cesar dinastije Han († 234)

Neznan datum
- Vologas VI., zadnji veliki kralj Partskega cesarstva († 228)